# 17858 Beaugé
17858 Beaugé là một tiểu hành tinh vành đai chính với chu kỳ quỹ đạo là 1272.6689292 ngày (3.48 năm).
Nó được phát hiện ngày 22 tháng 5 năm 1998.